# Campionat d'Europa de Futbol sub-23 de la UEFA 1976
El Campionat d'Europa de Futbol sub-23 1976 dura dos anys (1974-1976).

## Fase final

### Quarts de final
| Selecció núm.1 | Resultat global | Selecció núm.2 | Anada | Tornada                      |
| -------------- | --------------- | -------------- | ----- | ---------------------------- |
| Hongria        | 4:3             | Anglaterra     | 3:0   | 1:3                          |
| Països Baixos  | 2:2             | Escòcia        | 2:0   | 0:2 (pròrroga), 4:3 (penals) |
| Bulgària       | 3:5             | Iugoslàvia     | 2:3   | 1:2                          |
| França         | 3:3             | URSS           | 2:1   | 1:2 (pròrroga), 2:4 (penals) |

### Semi-finals
| Selecció núm.1 | Resultat global | Selecció núm.2 | Anada | Tornada |
| -------------- | --------------- | -------------- | ----- | ------- |
| Hongria        | 4:3             | Iugoslàvia     | 3:2   | 1:1     |
| URSS           | 3:1             | Països Baixos  | 3:0   | 0:1     |

### Final
| Selecció núm.1 | Resultat global | Selecció núm.2 | Anada | Tornada |
| -------------- | --------------- | -------------- | ----- | ------- |
| Hongria        | 2:3             | URSS           | 1:1   | 1:2     |

## Resultat
| Guanyadors del Campionat d'Europa de Futbol sub-23 de la UEFA 1976 · URSS · 1r Títol |